# Ikalaborgs friherreskap
Ikalaborgs friherreskap förlänades år 1652 till Schering Rosenhanen. Förläningen omfattade Kalajoki socken med undantag för de gårdar som hörde till infanteriet.
Namnet Ikalaborg utgår från uttrycket I Kalajoki- socken. Friherreskapet Ikalaborg blev inte långvarigt utan upphörde redan 1675.  friherreskapet omfattade totalt 149 7/12 mantal.